# ثلاث نساء فلبينيات
ثلاث نساء فلبينيات هو كتاب من تأليف الكاتب الفلبيني فرانسيسكو سيونيل خوسيه. الكتاب عبارة عن مجموعة من ثلاث روايات، كل منها يروي جزءًا من حياة وتجارب ثلاث نساء في الفلبين.

## الوصف
أحد الرواة الذكور يروي قصصًا عن ثلاث نساء فلبينيات عشن في ثلاث فترات في تاريخ الفلبين :
- امرأة عاشت في أواخر فترة ما بعد الاستعمار، في الستينيات.
- امرأة عاشت في السبعينيات.
- امرأة عاشت في أوائل الثمانينيات.

تم تصوير ثلاث شخصيات نسائية في كل رواية:
- الأولي لعاهرة تدعى إرمي في رواية هوس.
- الثانية لطالبة ناشطة سياسية تدعى مالو في رواية البلاتين.
- الثالثة لسياسية تدعى ناريتا في رواية سلسلة الحب.